# Razim
Razim, dawniej Razelm (rum. Lacul Razim) – jezioro limanowe w południowo-wschodniej Rumunii, na obszarze Dobrudży, w okręgu Tulcza, na wybrzeżu Morza Czarnego, na południe od delty Dunaju. Zajmuje powierzchnię 415 km² i jest największym jeziorem Rumunii. Głębokość maksymalna osiąga 3,5 m.

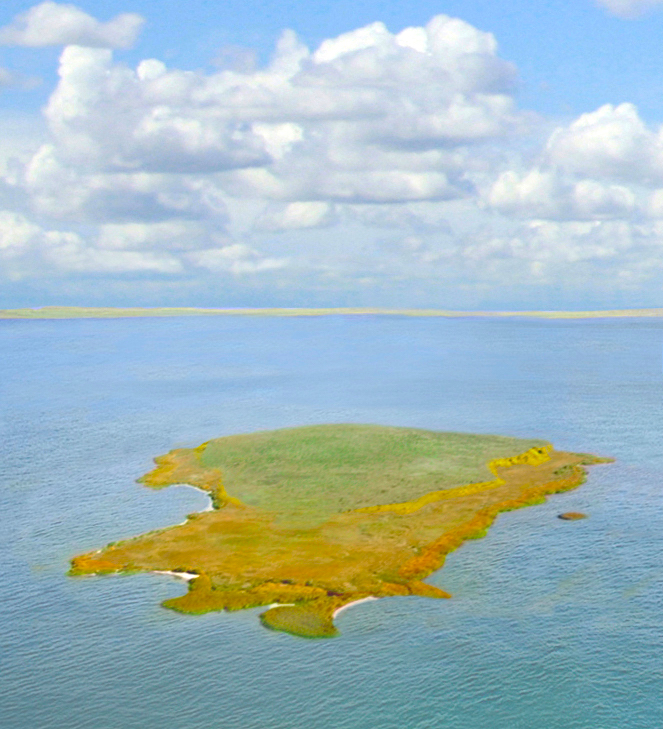
Zdjęcie lotnicze wyspy Popina

Jest częścią Rezerwatu Biosfery Delty Dunaju o powierzchni około 5800 km², obejmującego deltę Dunaju (drugą co do wielkości deltę w Europie) i grupę jezior limanowych i lagunowych Razim-Sinoe. Jeziora te zajmują 863 km² powierzchni rezerwatu. Razim włączone zostało także w granice obszaru Natura 2000 – Delta Dunaju (ROSCI0065), rozciągającego się na 4532 km². Jezioro jest połączone dwoma kanałami Dunavăț i Dranov z południowym ramieniem deltowym Dunaju – Świętym Jerzym (Sfântu Gheorghe).
Największą wyspą na jeziorze jest Popina, zajmująca 102,5 ha, zbudowana głównie z wapienia. Jej najwyżej położony punkt znajduje się na wysokości 48 m n.p.m. Jest niezamieszkana, porośnięta roślinnością niską, głównie trzciną pospolitą (Phragmites australis), krzewami i innymi roślinami charakterystycznymi dla strefy klimatu śródziemnomorskiego. Na wyspie utworzony został rezerwat faunistyczny Rezervația faunistică Insula Popina. Zidentyfikowano tu m.in. około 200 gatunków owadów, w tym niewystępującego nigdzie indziej  poza wyspą pasikonika Isophya dobrogensis, 130 ptaków, m.in. kazarkę rdzawą (Tadorna ferruginea), i dużą populację zaskrońca rybołowa (Natrix tessellata).
W jeziorze występuje m.in. babka odeska (Ponticola syrman). Odnotowano także endemiczny gatunek ślimaka z rodziny źródlarkowatych Pseudamnicola leontina. To jego jedyne na świecie miejsce bytowania, brak jednak informacji o stanie populacji.